# I Hate Everything About You
«I Hate Everything About You» (с англ. — «Я ненавижу в тебе всё») — первый сингл группы Three Days Grace, дебютного альбома Three Days Grace. Песня заняла 55 позицию в чарте Billboard Hot 100, и четвертую и вторую строчки в списках Mainstream Rock Tracks и Modern Rock Tracks соответственно. Это был наилучший показатель десятилетия в чартах альтернативной музыки. И один из тридцати лучших среди самых успешных рок-композиций чартов рок-музыки в целом. Несмотря на любые выходившие после популярные композиции, песня продержалась в списке 46 недель.
I Hate Everything About You — одна из самых успешных и популярных песен группы, а также самое просматриваемое музыкальное видео группы на YouTube с более чем 352 миллионами просмотров по состоянию на 22 июля 2023 года.

## Музыкальное видео
Музыкальное видео фокусируется на трех подростках, которые переживают катастрофический момент в своей жизни. Один из них — парень, который находит свою подругу, изменяющую ему в переулке с другим парнем. Он шпионит за ними в своей машине. Второй подросток — девушка, которая только что рассталась со своим парнем, а последний — мальчик, над которым издевается его отец-алкоголик.
Режиссер клипа — Скотт Уиннинг.

## Видеоигры
Песня звучит в таких видеоиграх, как NASCAR Thunder 2004, Karaoke Revolution Volume 2 и Rocksmith.

## Отзывы критиков
| Оценки критиков | Оценки критиков |
| Источник        | Оценка          |
| --------------- | --------------- |
| AllMusic        | [ 6 ]           |

Песня «I Hate Everything About You» получила положительные отзывы от музыкальных критиков. Хизер Фарес из AllMusic назвала эту песню «одним из лучших синглов в стиле альтернативный метал/модерн-рок за последнее время». Она заявила: «Поначалу песня кажется до глупости простой как в плане текста, так и в музыкальном плане. Однако сдержанная ярость припевов и неоднозначные куплеты делают эту песню удивительно продуманным и лаконичным гимном для тех, кто застрял в запутанных отношениях». Она также добавила: «Разочарованные взрывы и пассивно-агрессивные обвинения в „I Hate Everything About You“ до жути напоминают траекторию злополучной пары». Дэйв Дори из IGN похвалил гитарные партии, которые дополняют вокал Гонтье. Кай Рот из Melodic назвал трек «типичной любимой песней многих современных рокеров». Исси Херринг из Distorted Sound назвала текст песни «вечно актуальным» для всех поклонников Three Days Grace, которые в какой-то момент своей жизни сталкивались с токсичными отношениями.

## Трек-лист
| №  | Название                                           | Длительность |
| -- | -------------------------------------------------- | ------------ |
| 1. | «(I Hate) Everything About You» (acoustic version) | 3:42         |

| №  | Название                      | Длительность |
| -- | ----------------------------- | ------------ |
| 1. | «I Hate Everything About You» | 3:52         |
| 2. | «Burn»                        | 4:27         |
| 3. | «Are You Ready»               | 2:46         |

| №  | Название                      | Длительность |
| -- | ----------------------------- | ------------ |
| 1. | «I Hate Everything About You» | 3:51         |
| 2. | «Burn»                        | 4:27         |

## Чарты
| Чарт (2003—2005)                    | Позиция |
| ----------------------------------- | ------- |
| Австралия (ARIA)                    | 22      |
| Нидерланды (Single Top 100)         | 84      |
| США (Billboard Hot 100)             | 55      |
| США (Billboard Alternative Airplay) | 2       |
| США (Billboard Mainstream Rock)     | 4       |
| США (Billboard Pop Airplay)         | 28      |

## Сертификации
| Регион                                                                      | Сертификация  | Продажи   |
| --------------------------------------------------------------------------- | ------------- | --------- |
| Канада (Music Canada)                                                       | Платиновый    | 80 000    |
| Великобритания (BPI)                                                        | Серебряный    | 200 000   |
| США (RIAA)                                                                  | 2× Платиновый | 2,000,000 |
| Данные о продажах + прослушиваниях приведены только на основе сертификации. |               |           |